# Adolfo Zerboglio

Consulta Nazionale del Regno d'Italia

Adolfo Zerboglio, nome completo Francesco Carlo Adolfo Zerboglio (Torino, 2 novembre 1866 – Pisa, 30 marzo 1952), è stato un avvocato, politico, giornalista docente italiano.

## Biografia
Inizia la sua carriera universitaria a Roma nel 1905, libero docente di Diritto e procedura penale, trasferendosi l'anno successivo a Pisa. Ha insegnato in seguito nelle università di Urbino, di cui è stato anche rettore, e Macerata. Ha svolto un'intensa attività di divulgazione nei campi della sociologia, della criminologia e del diritto penale; ha diretto i periodici Rivista di Diritto Penale e Sociologia Criminale e Rivista di Diritto e procedura penale, abbinando all'attività giornalistica quella di scrittore. Socialista riformista, simpatizza con il fascismo fintanto che il movimento dei Fasci italiani di combattimento esprime idee socialiste-rivoluzionarie e repubblicane. Si distanzia prudentemente dal Partito Nazionale Fascista, che si è unito coi nazionalisti, ha virato a 180 gradi verso il conservatorismo monarchico ed ha manifestato la sua natura violenta, e in senato (dove siede dal 1924), fa parte di un gruppo minoritario di senatori non allineati al regime: non prende mai la tessera del PNF e firma il manifesto degli intellettuali antifascisti di Benedetto Croce. Caduto il fascismo viene eletto alla Consulta nazionale ed entra quindi di diritto al senato (III disposizione transitoria della Costituzione) nella prima legislatura repubblicana.

## Opere
- Il socialismo e le obiezioni più comuni. Palermo : Sandron, 1895
- La lotta di classe nella legislazione penale. Firenze : Tip. Cooperativa, 1896
- Le pene e la loro efficacia. Firenze : Tip. Cooperativa, 1897
- Le basi economiche della salute. Alessandria : Tip. sociale "La Provincia", 1897
- Della prescrizione penale: studio giuridico. Torino : F.lli Bocca, 1898
- La Teoria e la pratica delle contravvenzioni. Milano : Stab. Tip. Della Soc. Edit. Sonzogno, 1899
- Il regicidio e le Sue cause. Alessandria : Tip. D. Mellana, 1900
- Dei delitti contro la pubblica amministrazione e l'amministrazione della giustizia. Milano : Vallardi, dopo il 1900
- Dei delitti contro l'ordine pubblico, la fede pubblica e la pubblica incolumità. Milano : Vallardi, dopo il 1902
- Realtà ed illusioni della giustizia penale : prolusione letta nella R. Universita di Roma il 23 novembre 1905. Pisa : Tipografia del Cav. F. Mariotti, 1905
- Intorno ai giuochi d'azzardo e particolarmente sul giuoco della morra. Milano : F. Vallardi, 1911
- Cesare Lombroso, Genova, A. F. Formiggini, 1912 (collana «Profili» n. 20)
- Delitti Contro l'Ordine pubblico. Milano : F. Vallardi, 1912
- La natura ed I limiti del diritto di querela nel gerente per le offese al Giornale. Milano : F. Vallardi, 1912 (Stab. Riuniti D'arti Grafiche)
- Il progresso della giustizia penale. Milano : F. Vallardi, 1913
- Trattato di diritto penale: Vol. VIII (delitti Contro la pubblica incolumità, per l'avv. Adolfo Zerboglio). Milano : F. Vallardi, 1916
- Appunti e postille : permessa. 1, Questioni di scuola ; 2, Volenti non fit injuria. Milano : Vallardi, 1916
- Lezioni di diritto e procedura penale. Padova : La litotipo, 1921
- Medaglie d'oro : Enzo Zerboglio, Enrico Toti. Milano : Imperia, stampa 1923
- L' uomo delinquente : note critiche di un positivista "aggiornato". Milano : Alpes, 1925
- Guido Bonolis. Milano : A. Giuffrè, 1942
- Appunti sulla motivazione della sentenza penale. Milano : Giuffrè, 1943